# Касумов, Джамал Гусейнович
Джама́л Гусе́йнович Касу́мов (7 июня 1984, Махачкала, Дагестанская АССР, РСФСР, СССР) — российский спорстмен. Двукратный чемпион мира по кикбоксингу.

## Биография
Кумык по национальности.  Окончил махачкалинскую школу № 5, получил экономическое образование (бухгалтерский учёт) в ДГСХА и юридическое (юриспруденция) в ДГУ.

### Спортивная карьера
Джамал Касумов — воспитанник махачкалинского клуба муай-тай «Скорпион», где с 2001 года занимался у заслуженного тренера России Зайналбека Зайналбекова и Анварбека Амиржанова. Выступал в супертяжелой категории. За свою спортивную карьеру стал победителем многих соревнований и обладателем высших титулов. В 2008 году перешел в профессиональный бокс.
Именем Джамала Касумова назван спортивный клуб в Махачкале, основанный в 2010 году. С 2013 на его базе работают секции олимпийских видов спорта: борьбы, бокса, дзюдо и тхэквондо.

### После окончания спортивной карьеры
Работал сотрудником отдела безопасности Управления федеральной службы исполнения наказаний по Дагестану. С 2010 года занимал должность заместителя начальника управления Карабудахкентского района государственного отделения Пенсионного фонда РФ Республики Дагестан.
С марта 2011 был — депутат V созыва Народного собрания Республики Дагестан.
В конце 2013 с был назначен исполняющим обязанности управляющего директора ОАО «Дагестанская энергосбытовая компания»,а в феврале 2014 был утверждён в этой должности.
В 2016 году баллотировался в Госдуму как самовыдвиженец по Северному одномандатному избирательному округу. По итогам выборов занял второе место, уступив победителю в 4,5 раза.
В том же году управление Следственного комитета России (СКР) по Дагестану инициировало проверку по факту инцидента с участием Касумова, в результате которого пострадал оперуполномоченный управления экономической безопасности и противодействия коррупции республиканского МВД. 4 октября следователи возбудили уголовное дело . Однако уже спустя неделю стало известно, что прокуратура республики в возбуждении дела отказала, мотивируя это тем, что пострадавший сотрудник полиции не находился при исполнении служебных обязанностей.

## Достижения
- Двукратный чемпион мира по кикбоксингу в разделе K-1 среди профессионалов (по версии WAKO и по версии ISKA)[14].
- Чемпион Ближнего Востока по муай-тай WBL среди профессионалов.
- Чемпион Мира по кик-тай-боксингу среди любителей (2005 год)[15].
- Чемпион Европы по кик-тайбоксингу среди любителей (2004 год).
- Пятикратный чемпион России по кикбоксингу.